# Terschelling
Terschelling (frizonă Skylge) este o comună în provincia Frizia, Țările de Jos. Comuna ocupă în întregime insula omonimă din arhipelagul Insulelor frizone din Marea Nordului.

## Localități componente
West-Terschelling (West-Skylge), Midsland (Midslân), Hoorn (Hoarne), Formerum (Formearum), Lies (Lies), Oosterend (Aasterein).